# 함통
함통(咸通, 860년 11월 ~ 874년 11월)은 당나라(唐) 의종(懿宗) 이최(李漼)의 연호이다. 14년 동안 사용하였다. 의종이 붕어하고 난 후에 희종(僖宗)이 즉위하였으며, 희종이 건부(乾符)로 개원할 때까지 사용하였다. 일설에는 함통(鹹通)으로 표기하기도 한다.

## 개원
- 대중(大中) 14년 11월 2일[1](860년 12월 17일)에 연호를 함통(咸通)으로 개원함.[2][3][4][5][6]

- 함통(咸通) 15년 11월 5일[7](874년 12월 17일)에 연호를 건부(乾符)로 개원함.[8][9][10][5]

## 연대 대조표
| 함통       | 원년       | 2년        | 3년        | 4년        | 5년        | 6년        | 7년        | 8년        | 9년        | 10년       |
| 서기(西紀) | 860년      | 861년      | 862년      | 863년      | 864년      | 865년      | 866년      | 867년      | 868년      | 869년      |
| 간지(干支) | 경진(庚辰) | 신사(辛巳) | 임오(壬午) | 계미(癸未) | 갑신(甲申) | 을유(乙酉) | 병술(丙戌) | 정해(丁亥) | 무자(戊子) | 기축(己丑) |
| 함통       | 11년       | 12년       | 13년       | 14년       | 15년       |            |            |            |            |            |
| 서기(西紀) | 870년      | 871년      | 872년      | 873년      | 874년      |            |            |            |            |            |
| 간지(干支) | 경인(庚寅) | 신묘(辛卯) | 임진(壬辰) | 계사(癸巳) | 갑오(甲午) |            |            |            |            |            |

## 동시대 연호

### 중국
남조(南詔)
- 건극(建極) (860년 ~ 877년)

### 일본
- 조간(貞觀) (859년 ~ 877년)

## 같이 보기
- 중국의 연호 목록